# Olearia brachyphylla
Olearia brachyphylla là một loài thực vật có hoa trong họ Cúc. Loài này được (F.Muell. ex Sond.) N.A.Wakef. mô tả khoa học đầu tiên năm 1956.